# Lezennes
Lezennes (/løzɛn/ ou /ləzɛn/) est une commune française située dans le département du Nord (59), en région Hauts-de-France. Elle fait partie de la Métropole européenne de Lille.

## Géographie

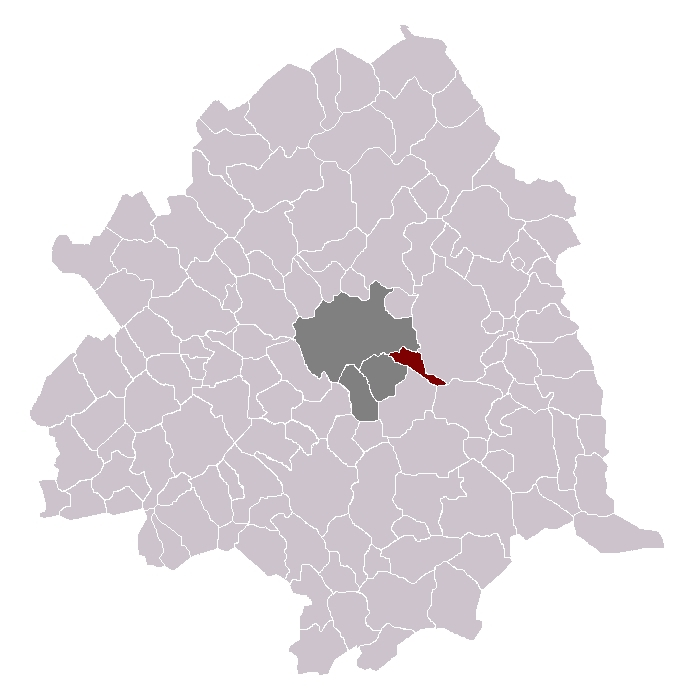
Lezennes dans son canton et son arrondissement.

### Situation
Lezennes se situe dans le Mélantois en Flandre romane à 4,7 km au sud-est de Lille, entre les communes de Ronchin, Hellemmes, Villeneuve-d'Ascq et Lesquin au sein de Lille Métropole - communauté urbaine.

### Communes limitrophes
| Lille   |          | Villeneuve-d'Ascq                          |
| Ronchin | Lezennes |                                            |
|         | Lesquin  | Sainghin-en-Mélantois (par un quadripoint) |

### Hydrographie
La commune est située dans le bassin Artois-Picardie. Elle n'est drainée par aucun cours d'eau,.

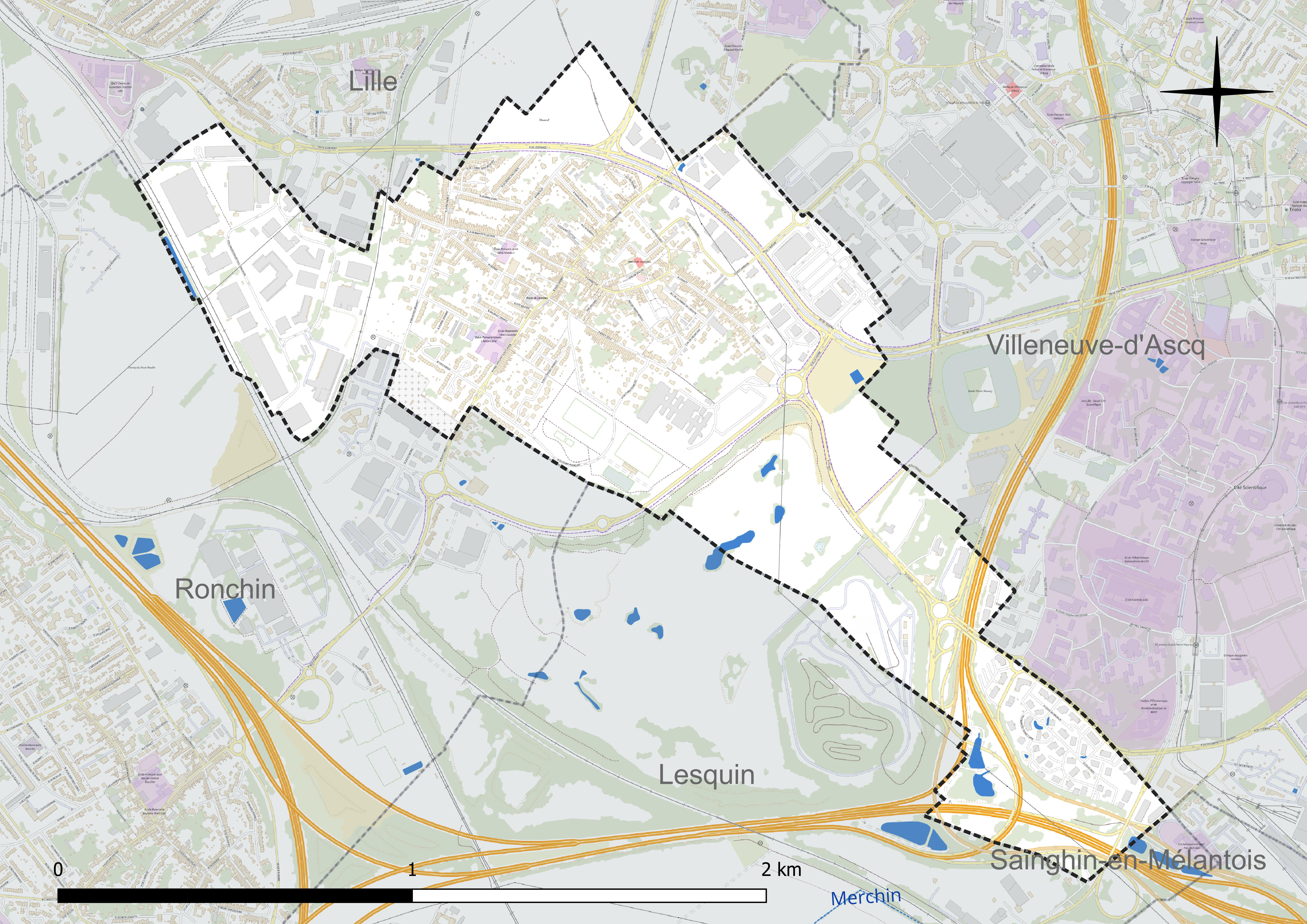
Réseau hydrographique de Lezennes.

### Climat
Pour des articles plus généraux, voir Climat des Hauts-de-France et Climat du Nord.
En 2010, le climat de la commune est de type climat océanique dégradé des plaines du Centre et du Nord, selon une étude du CNRS s'appuyant sur une série de données couvrant la période 1971-2000. En 2020, Météo-France publie une typologie des climats de la France métropolitaine dans laquelle la commune est exposée à un climat océanique et est dans la région climatique  Nord-est du bassin Parisien, caractérisée par un ensoleillement médiocre, une pluviométrie moyenne régulièrement répartie au cours de l'année et un hiver froid (3 °C). 
Pour la période 1971-2000, la température annuelle moyenne est de 10,6 °C, avec une amplitude thermique annuelle de 14,3 °C. Le cumul annuel moyen de précipitations est de 689 mm, avec 12 jours de précipitations en janvier et 8,8 jours en juillet. Pour la période 1991-2020, la température moyenne annuelle observée sur la station météorologique la plus proche, située sur la commune de Lesquin à 3 km à vol d'oiseau, est de 11,3 °C et le cumul annuel moyen de précipitations est de 740,0 mm,. Pour l'avenir, les paramètres climatiques de la commune estimés pour 2050 selon différents scénarios d'émission de gaz à effet de serre sont consultables sur un site dédié publié par Météo-France en novembre 2022.
| Mois                                  | jan.             | fév.             | mars           | avril           | mai             | juin            | jui.           | août           | sep.           | oct.            | nov.            | déc.             | année      |
| ------------------------------------- | ---------------- | ---------------- | -------------- | --------------- | --------------- | --------------- | -------------- | -------------- | -------------- | --------------- | --------------- | ---------------- | ---------- |
| Température minimale moyenne (°C)     | 1,7              | 1,9              | 3,8            | 5,9             | 9,3             | 12,1            | 14,2           | 14             | 11,4           | 8,4             | 4,9             | 2,3              | 7,5        |
| Température moyenne (°C)              | 4,1              | 4,7              | 7,5            | 10,5            | 13,8            | 16,7            | 18,9           | 18,8           | 15,8           | 11,9            | 7,6             | 4,7              | 11,3       |
| Température maximale moyenne (°C)     | 6,6              | 7,5              | 11,2           | 15              | 18,4            | 21,3            | 23,7           | 23,7           | 20,2           | 15,4            | 10,3            | 7                | 15         |
| Record de froid (°C) date du record   | −19,5 14.01.1982 | −17,8 21.02.1956 | −10,5 13.03.13 | −4,7 09.04.1968 | −2,3 03.05.1967 | 0 02.06.1962    | 3,4 05.07.1964 | 3,9 31.08.1956 | 1,2 23.09.1979 | −4,4 28.10.1950 | −7,8 24.11.1998 | −17,3 29.12.1964 | −19,5 1982 |
| Record de chaleur (°C) date du record | 15,2 18.01.07    | 19 24.02.21      | 24,8 31.03.21  | 27,9 15.04.07   | 31,7 27.05.05   | 34,8 28.06.1947 | 41,5 25.07.19  | 37,1 08.08.20  | 35,1 15.09.20  | 27,8 01.10.11   | 20,3 06.11.18   | 16,1 31.12.22    | 41,5 2019  |
| Ensoleillement (h)                    | 622              | 736              | 1 273          | 1 759           | 1 957           | 2 015           | 2 097          | 1 968          | 1 553          | 1 153           | 617             | 525              | 16 274     |
| Précipitations (mm)                   | 58,2             | 50,8             | 52,1           | 45,3            | 61,6            | 63,7            | 67,8           | 71,3           | 56,8           | 64,1            | 75              | 73,3             | 740        |

## Urbanisme

### Typologie
Au 1er janvier 2024, Lezennes est catégorisée grand centre urbain, selon la nouvelle grille communale de densité à sept niveaux définie par l'Insee en 2022.
Elle appartient à l'unité urbaine de Lille (partie française), une agglomération internationale regroupant 60  communes, dont elle est une commune de la banlieue,,. Par ailleurs la commune fait partie de l'aire d'attraction de Lille (partie française), dont elle est une commune du pôle principal,. Cette aire, qui regroupe 201 communes, est catégorisée dans les aires de 700 000 habitants ou plus (hors Paris),.

### Occupation des sols
L'occupation des sols de la commune, telle qu'elle ressort de la base de données européenne d'occupation biophysique des sols Corine Land Cover (CLC), est marquée par l'importance des territoires artificialisés (95,7 % en 2018), en augmentation par rapport à 1990 (66,1 %). La répartition détaillée en 2018 est la suivante : 
zones industrielles ou commerciales et réseaux de communication (47,6 %), zones urbanisées (29,6 %), espaces verts artificialisés, non agricoles (18,6 %), zones agricoles hétérogènes (3,6 %), terres arables (0,7 %). L'évolution de l'occupation des sols de la commune et de ses infrastructures peut être observée sur les différentes représentations cartographiques du territoire : la carte de Cassini (XVIIIe siècle), la carte d'état-major (1820-1866) et les cartes ou photos aériennes de l'IGN pour la période actuelle (1950 à aujourd'hui).

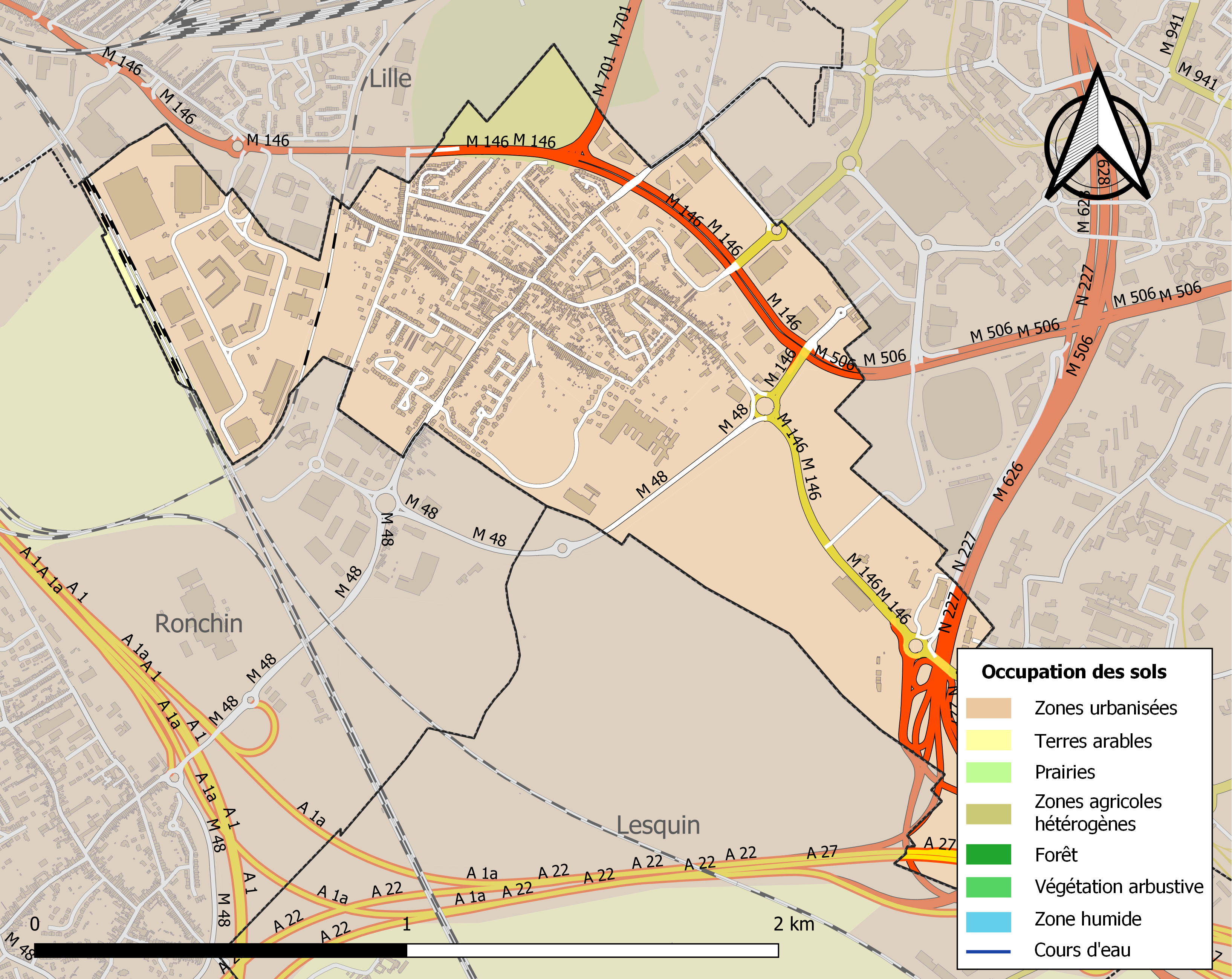
Carte des infrastructures et de l'occupation des sols de la commune en 2018 (CLC).

### Voies de communication et transports
La commune est desservie, en 2023, par les lignes 18, CO1 et 919 du réseau Ilévia.

## Histoire[15]

### Avant leXXesiècleet aujourd'hui
La richesse de Lezennes provient avant tout de ses carrières de craie. Les Gaulois exploitaient peut-être ce matériau qu'ils broyaient pour enrichir leurs sols. La découverte d'un four de potier gaulois atteste leur présence en ces lieux. Puis, les Romains utilisèrent la pierre pour construire leurs grandes fermes-villas. Parmi les hypothèses sur l'étymologie, le nom de la ville proviendrait du nom d'une villa romaine Licenia.
Au XIIe siècle, l'église fut édifiée, la pierre extraite du sous-sol servit aussi à la construction de nombreuses autres églises et monuments de la région lilloise. Le nom de "Le Zennes" est mentionné pour la première fois en 1136. En 1320, le roi de France, Philippe V le Long, fit don du village à l'évêque de Tournai.
Puis Lezennes passa successivement sous la domination du comte de Flandre, du duc de Bourgogne et enfin du roi d'Espagne. Lors des conflits militaires, le village servit de point d'observation grâce à sa situation un peu en hauteur sur la plaine du Hellu, alors que les bandits, les réfugiés et, plus tard, les hurlus se cachaient dans les carrières souterraines.
En 1667, lorsque Louis XIV ordonna à Vauban la construction d'une citadelle à Lille, celui-ci requit les carriers de Lezennes qui devaient extraire 2000 parpaings par jour.
En 1769, après être passé sous domination autrichienne, Lezennes fut rattaché définitivement à la Couronne de France. Le village était alors composé de fermiers, de meuniers et de carriers. À la fin du XIXe siècle, on arrêta l'extraction de cette pierre.
Le seigneur de Lezennes a été anobli en 1863 sous le Second Empire. Les familles descendantes de la famille noble des Lezennes sont les Letenne(s), les Lestienne(s).

### XXesiècleet aujourd'hui
Dès le XIXe siècle, les souterrains furent utilisés pour la culture des champignons et de la barbe de capucin, une variété de chicorée comme l'endive.
Enfin, les carrières servirent encore de refuge lors du premier conflit mondial, puis d'abri lors des bombardements de la Seconde Guerre mondiale, surtout en 1943 et 1944.
Au XIXe siècle, un fort fut édifié à l'emplacement du Camp français où l'armée française s'était installée lors de l'attaque de Lille par les Autrichiens en 1792. Cet ouvrage encore appelé Batterie du Camp français était censé protéger la route de Tournai et appartenait au système Séré de Rivière de défense de la ville de Lille, auquel étaient notamment rattachés les forts de Lesquin, Seclin, Fretin et Bondues. Il est à présent détruit. Occupés pendant de nombreuses années par les bâtiments du Bureau de recherches géologiques et minières (BRGM), les lieux sont maintenant devenus le siège de la société Esterra.
Au début de la Première Guerre mondiale, le 4 octobre 1914, des troupes françaises stationnent sur Lezennes. Les combats se déroulent jusqu'à la chute de Lille prise par les Allemands les 11 et 12 octobre 1914.
Entre 1896 et 1932, la ligne de chemin de fer de Saint-Amand à Hellemmes de 32 km dessert la commune.
Contrairement aux autres villes de la banlieue lilloise, Lezennes n'a pas été concernée par le développement industriel et a longtemps gardé un caractère rural qu'elle tente aujourd'hui encore de préserver malgré l'extension constante d'une importante zone commerciale depuis la commune voisine de Villeneuve-d'Ascq.
Le Groupe ADEO, dont l'enseigne la plus connue est Leroy Merlin, avait son siège mondial sur cette commune. Ce siège était partagé avec Leroy Merlin , mais Groupe ADEO a aménagé l'ancien site de la CAMIF à Ronchin depuis et installé son nouveau quartier général.

## Politique et administration
Maire de 1802 à 1807 : P. J. Detourmignies,.

Maire en 1881 : Lainé.
| Période                                  | Période      | Identité                                     | Étiquette | Qualité |
| ---------------------------------------- | ------------ | -------------------------------------------- | --------- | --- |
| Les données manquantes sont à compléter. |              |                                              |           | |
| mai 1953                                 | mars 1983    | Henri Coursier                               | PCF       | Cheminot |
| mars 1983                                | mars 2001    | Marcel Deboudt (1933-2009)                   | PS        | Maître de conférences de physique, maire honoraire Chevalier des Palmes académiques                                                       |
| mars 2001                                | février 2018 | Marc Godefroy                                | PS        | Directeur de formation Conseiller général de Lille-Sud-Est (2004 → 2015) Conseiller départemental de Lille-4 (2015 → 2021) Démissionnaire |
| février 2018                             | En cours     | Didier Dufour Réélu pour le mandat 2020-2026 | PS        | Enseignant, directeur d'école |

## Population et société

### Démographie

#### Évolution démographique
L'évolution du nombre d'habitants est connue à travers les recensements de la population effectués dans la commune depuis 1793. Pour les communes de moins de 10 000 habitants, une enquête de recensement portant sur toute la population est réalisée tous les cinq ans, les populations de référence des années intermédiaires étant quant à elles estimées par interpolation ou extrapolation. Pour la commune, le premier recensement exhaustif entrant dans le cadre du nouveau dispositif a été réalisé en 2008.

En 2022, la commune comptait 2 966 habitants, en évolution de −5,63 % par rapport à 2016 (Nord : +0,51 %, France hors Mayotte : +2,11 %).
| 1793 | 1800 | 1806 | 1821 | 1831  | 1836  | 1841  | 1846  | 1851  |
| ---- | ---- | ---- | ---- | ----- | ----- | ----- | ----- | ----- |
| 844  | 657  | 821  | 869  | 1 051 | 1 136 | 1 160 | 1 250 | 1 267 |

| 1856  | 1861  | 1866  | 1872  | 1876  | 1881  | 1886  | 1891  | 1896  |
| ----- | ----- | ----- | ----- | ----- | ----- | ----- | ----- | ----- |
| 1 311 | 1 381 | 1 432 | 1 469 | 1 522 | 1 590 | 1 642 | 1 721 | 1 853 |

| 1901  | 1906  | 1911  | 1921  | 1926  | 1931  | 1936  | 1946  | 1954  |
| ----- | ----- | ----- | ----- | ----- | ----- | ----- | ----- | ----- |
| 2 033 | 1 936 | 2 030 | 1 881 | 2 083 | 2 508 | 2 527 | 2 428 | 2 578 |

| 1962  | 1968  | 1975  | 1982  | 1990  | 1999  | 2006  | 2008  | 2013  |
| ----- | ----- | ----- | ----- | ----- | ----- | ----- | ----- | ----- |
| 2 507 | 2 690 | 2 589 | 2 762 | 3 317 | 3 350 | 3 122 | 3 056 | 3 173 |

| 2018  | 2022  | - | - | - | - | - | - | - |
| ----- | ----- | - | - | - | - | - | - | - |
| 3 065 | 2 966 | - | - | - | - | - | - | - |

#### Pyramide des âges
La population de la commune est relativement jeune.
En 2018, le taux de personnes d'un âge inférieur à 30 ans s'élève à 34,9 %, soit en dessous de la moyenne départementale (39,5 %). À l'inverse, le taux de personnes d'âge supérieur à 60 ans est de 25,0 % la même année, alors qu'il est de 22,5 % au niveau départemental.
En 2018, la commune comptait 1 452 hommes pour 1 613 femmes, soit un taux de 52,63 % de femmes, légèrement supérieur au taux départemental (51,77 %).
Les pyramides des âges de la commune et du département s'établissent comme suit.
| Hommes | Classe d’âge | Femmes |
| ------ | ------------ | ------ |
| 0,2    | 90 ou +      | 0,7    |
| 4,8    | 75-89 ans    | 7,6    |
| 17,6   | 60-74 ans    | 18,8   |
| 20,8   | 45-59 ans    | 20,2   |
| 19,8   | 30-44 ans    | 19,5   |
| 17,4   | 15-29 ans    | 15,4   |
| 19,4   | 0-14 ans     | 17,7   |

| Hommes | Classe d’âge | Femmes |
| ------ | ------------ | ------ |
| 0,5    | 90 ou +      | 1,4    |
| 5,3    | 75-89 ans    | 8,1    |
| 14,8   | 60-74 ans    | 16,2   |
| 19,1   | 45-59 ans    | 18,4   |
| 19,5   | 30-44 ans    | 18,7   |
| 20,7   | 15-29 ans    | 19,1   |
| 20,2   | 0-14 ans     | 18     |

## Culture locale et patrimoine

### Lieux et monuments
- Anciennes carrières: La ville est surtout connue pour ses anciennes carrières souterraines de pierre blanche (craie), dont la très grande majorité sont sous forme de chambres et piliers, situées à une profondeur d'environ 15 m reliées par des galeries. Quelques rares zones d'exploitation en forme de bouteilles sont appelées "catiches".

Après la fin de l'extraction de la pierre au XVIIIe siècle, les carrières ont été utilisées quelque temps comme champignonnières ou pour la culture de la Barbe-de-capucin (chicorée), variété de salade blanchie à très longues feuilles qui pousse uniquement dans les sous-sols. Cette activité a été définitivement abandonnée dans les années 1950.
Un lieu mythique y est connu : il s'agit du "Lac Bleu", zone approfondie dans les carrières par un exploitant ayant tenté, vers 1890, d'extraire la craie phosphatée pour en faire des engrais (phosphate de chaux).
Elles attirent toujours les curieux et passionnés d'émotions fortes, mais une interdiction formelle de visite en empêche l'accès depuis 1985. Les carrières sont seulement accessibles à l'occasion des Journées du Patrimoine, avec une visite guidée, une salle d'exposition et une maquette en trois dimensions. Un projet municipal de valorisation des carrières souterraines de pierres est en cours.
- Inscriptions : Les murs des galeries montrent des inscriptions qui reflètent le passage de visiteurs habituels ou occasionnels des carrières. La plus ancienne date du XVe ou XVIe siècle.
- "Trésor" : Lors de la bataille de Bouvines (1214), le roi d'Angleterre Jean sans Terre devait remettre à son allié, l'empereur d'Allemagne, 400.000 marcs d'or afin que ce dernier pût payer ses mercenaires. Le roi de France Philippe Auguste remporta la victoire. Une légende rapporte que l'or fut caché dans les carrières de Lezennes. Mais personne n'a jamais trouvé quoi que ce soit dans ces souterrains...
- Littérature : Charles Dickens a évoqué les carrières dans son journal intitulé Household Words où il raconte l'histoire d'un restaurateur lillois, Monsieur Puy, perdu trois jours dans les carrières souterraines de Lezennes. Les histoires de personnes égarées dans ce dédale de galeries sont innombrables. La dernière en date remonte à 1982 (deux enfants perdus durant deux jours et finalement retrouvés).
- Église Saint-Éloi, place de la République (pierre blanche de Lezennes).

Construite au  XIIe siècle, l'église d'origine a été profondément remaniée : seule une fenêtre romane subsiste dans l'abside. Le clocher, construit en 1504, servait aux soldats de point d'observation en temps de guerre. Il a survécu à la Révolution, alors que la nef, le chœur et les chapelles ont été reconstruits entre 1833 et 1845.

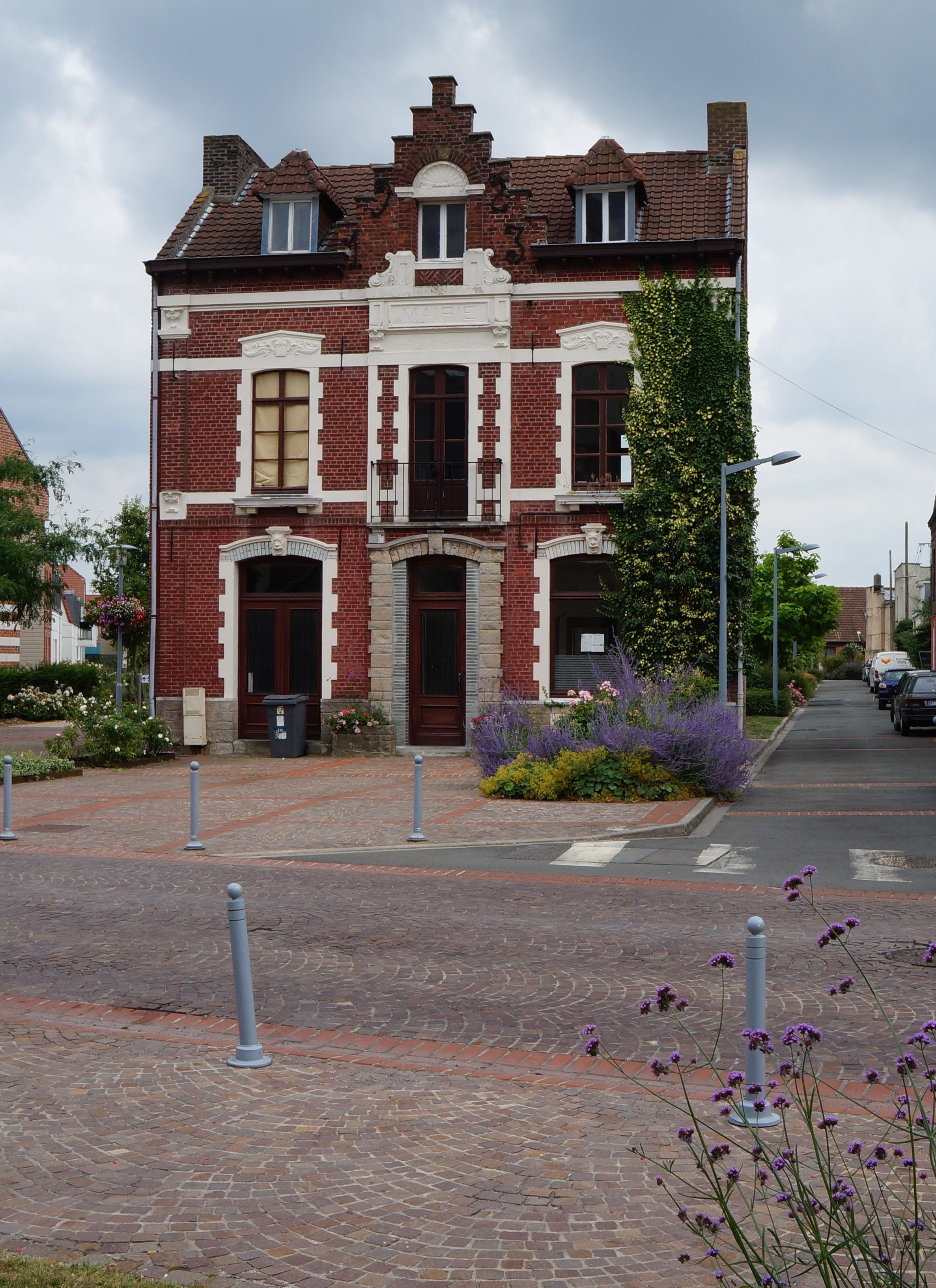
l'ancienne mairie

- Ancienne mairie (après 1790, briques peintes en rose), place de la République.

En 1790 fut élu dans l'église le premier maire de Lezennes. Il choisit de s'installer à l'étage de cette maison en briques roses, au-dessus du café "Léva". Le bâtiment fit office de mairie jusqu'en 1921, date à laquelle il fut abandonné. La mairie s'installa alors dans l'ancien presbytère, de l'autre côté de la place (au no 2 de la rue Chanzy).
- Maison lezennoise (fin du XIXe siècle, brique vernisée polychrome), située 25 rue Chanzy.

M. Bailleul, brasseur à Phalempin, fit construire cette maison colorée à la fin du XIXe siècle pour y installer un café où sa bière, la Phalempinoise, était distribuée. Le bâtiment fut vendu en 1923 lorsqu'il quitta Lezennes.
- Monument aux Morts (1920. Sculpteur : Jules Déchin)

Érigé pour rendre hommage aux victimes de la Première Guerre mondiale, ce monument se trouve à l'emplacement de l'ancien cimetière qui entourait l'église.

### Personnalités liées à la commune
- Émile Grémaux

### Héraldique
|  | Les armes de Lezennes s'énoncent ainsi : « D'or à trois fleurs de lys d'azur, au franc-canton bandé d'argent et de gueules. » La mairie fait surmonter le tout d'un chef de gueules portant le nom de la ville en capitales d'argent. Cet ajout, hérité d'une tradition des « écussons à coudre » touristiques, n'est pas une modification du blason officiel. |

## Pour approfondir